# Cryptostylidinae
Cryptostylidinae, podtribus orhideja, dio tribusa Diurideae. Postoje dva roda, a tipični je Cryptostylis s dvadesetak vrsta iz suptropske i tropske Azije i jugozapadnog Pacifika, a drugi je monotipičan i ograničen na Novu Kaledoniju.
Opisan je u Botanische Jahrbücher für Systematik, Pflanzengeschichte und Pflanzengeographie 45: 381. 1911.

## Rodovi
1. Cryptostylis R. Br. (23 spp.)
2. Coilochilus Schltr. (1 sp.)